# Károlyné Honfi
Károlyné Honfi   (Budapest, 16 d'abril de 1933 - Budapest, 10 d'octubre de 2010) va ser una jugadora d'escacs hongaresa que tenia el títol de la FIDE de Mestra Internacional Femenina (WIM, 1969). Va guanyar una vegada el Campionat d'escacs femení d'Hongria (1961).

## Resultats destacats en competició
Des de finals de la dècada de 1950 fins a finals de la dècada de 1960, Károlyné Honfi va ser una de les principals jugadores d'escacs hongareses. Ha guanyat cinc medalles als campionats d'escacs femenins hongaresos: una d'or (1962) i quatre de plata (1959, 1963, 1964, 1968). El 1969, va rebre el títol de Mestra Internacional Femenina de la FIDE (WIM).
Károlyné Honfi va jugar representant Hongria a l'Olimpíada d'escacs femenina:
- El 1969, al primer tauler de reserva a la 4a Olimpíada d'escacs (femenina) a Lublin (+2, =1, -1) i hi va guanyar la medalla de plata per equips.

També coneguda com a jugadora d'escacs per correspondència, Károlyné Honfi va jugar representant Hongria a la 2a Olimpíada d'escacs per correspondència femenina (1980-1982). El 1977, va rebre el títol de Mestre Internacional Femení per correspondència de l'ICCF.